# Торжок (аеродром)
Торжок — військовий аеродром в Тверській області РФ, на околиці міста Торжок. На ньому дислокуються 696-й інструкторсько-випробувальний вертолітний полк і 344-й центр бойового застосування та перепідготовки льотного складу армійської авіації. 
На аеродромі також базується пілотажна група на бойових вертольотах «Беркути». Навчальний центр має вертольоти Ка-50, Мі-8МТ, Мі-24, Мі-26, Мі-28; пілотажна група — Ка-52 та Мі-28Н. 

## Історія
Вертолітна частина, була сформована на базі кількох підрозділів у 1979 році. У її складі були вертолітні з'єднання, роти зв'язку і рота безпілотних літаків. В 1980-1981 військовослужбовці центру брали участь у військових операціях в Афганістані, а в 1986 році – займалися ліквідацією Чорнобильської катастрофи. Нештатна пілотна група «Беркути» в центрі була створена в 1993 році й відразу ж зайнялася складним пілотажем на бойових вертольотах Мі-24.
Особовий склад центру брав участь у складі миротворчих сил ООН — понад 200 військовослужбовців нагороджено медаллю ООН «За укріплення миру».
На базі Центру працює музей вертолітної техніки. Екскурсії організовуються за попередньою домовленістю з керівництвом військової частини.

## Аварії
У березні 2013 року під час тренувального польоту на базі розбився гелікоптер Ка-52, обидва пілоти якого загинули в результаті аварії.